# Forunderlige broer
De forunderlige broer eller vidunderlige broer (bulgarsk: Чудни[те] мостове, Chudni [te] mostove) er naturlige klippeporte i Rhodope-bjergene i det sydlige Bulgarien. De er placeret i Karst-dalen ved Erkyupriya-floden i de vestlige Rhodopes i 1.450  meters højde, ved foden af Persenk Peak.

## Beskrivelse
"Broerne" blev dannet af den erosive aktivitet ved den engang større Erkyupryia-flod. Det forvandlede marmorkløfter til en dyb grotte med vand; Loftet som var eroderet gennem tid og kollapsede, muligvis under et jordskælv. 
Som et resultat blev de to tilbageværende broformede klippeformationer tilbage. Den større (opstrøms) er 15 meter på det bredeste og 96 meter lang og formet af tre hvælvede buer, hvoraf den største er 45 meter høj og 40 meter bred. Floden løber under den mellemstore bue. Den større Vidunderlige bro er farbar under hvælvingerne, hvor fugle yngler i kløfterne. Den mindre bro ligger 200 meter nedstrøms. Den er ufremkommelig for turister, 60 meter i længden, med en total højde på 50 meter, 30 meter på buens højeste punkt. En tredje, lille og utilgængelig, dannelse følger, indgangen til et hul, hvor flodens vand forsvinder under jorden og når en sump efter 3 km.
Det tilstødende område er skovklædt med århundredgamle nåletræer, hovedsageligt gran. Mange karsthuler kendes i nærheden, men de fleste af dem er uudviklede og uegnede til turistbesøg. Begge broer kan dog krydses på sikre stier. To turisthytter ligger i nærheden. Stedet kan nås med en asfaltvej og er omkring 30 km fra den nærmeste by, Chepelare.
De vidunderlige broer er inkluderet blandt de 100 nationale turiststeder i den bulgarske turistforening, som nummer 85.

## Galleri
- Den større bro set fra den mindre
- Den større bro set nedenfra
- Den mindre bro set fra den større
- Erkyupriya -floden flyder under den store bro